# Aliança Canadense
A Aliança Canadense (em francês: Alliance canadienne), formalmente Aliança Conservadora Reformista Canadense (em francês: Alliance réformiste-conservatrice canadienne), foi um partido político federal de centro-direita/direita no Canadá que existiu com esse nome de 2000 a 2003. A Aliança Canadense era o novo nome do Partido Reformista do Canadá e herdou muitas de suas políticas populistas, bem como sua posição como Oposição Oficial na Câmara dos Comuns do Canadá. O partido apoiava políticas conservadoras do ponto de vista fiscal e social, buscando a redução dos gastos do governo com programas sociais e reduções de impostos.
A Aliança Canadense resultou da iniciativa Alternativa Unida lançada pelo Partido Reformista do Canadá e por vários partidos conservadores provinciais como um veículo para a fusão com o Partido Progressista Conservador do Canadá. O Partido Progressista Conservador federal, liderado por Joe Clark, no final do outono de 1998, rejeitou a iniciativa de "unir a direita". Depois que a Aliança liderada por Stockwell Day foi derrotada e um terceiro governo de maioria liberal consecutivo foi conquistado na eleição federal de 2000, as conversações foram reabertas e, em dezembro de 2003, a Aliança Canadense e os partidos Progressistas Conservadores finalmente votaram pela fusão no Partido Conservador do Canadá.

## Informações gerais
As origens da Aliança Canadense foram o Partido Reformista do Canadá, fundado em 1987 como um partido populista que apoiava os interesses do oeste canadense. No entanto, logo após sua formação, foi tomado por conservadores fiscais e sociais e se tornou um partido populista de direita. Inicialmente, o Partido Reformista foi motivado pela percepção da necessidade de reformas democráticas e pelo crescente descontentamento da população do oeste canadense com o governo progressista conservador de Brian Mulroney. Liderado por seu fundador, Preston Manning, o Partido Reformista rapidamente ganhou força no oeste do Canadá e procurou expandir sua base no leste. Manning, filho do antigo primeiro-ministro de Alberta, Ernest Manning, obteve apoio, em parte, do mesmo eleitorado político do antigo partido de seu pai, o Partido do Crédito Social de Alberta. Sua plataforma e suas políticas enfatizavam, entre outras coisas, os direitos e as responsabilidades do indivíduo, o Senado e outras reformas democráticas, além de um governo menor e mais responsável do ponto de vista fiscal.
Com a desintegração da frágil coalizão de Mulroney entre os ocidentais, os conservadores de Ontário e os nacionalistas de Quebec, a sorte do Partido Reformista aumentou. O partido entrou no Parlamento pela primeira vez em 1989, quando Deborah Grey venceu uma eleição suplementar em uma região de Edmonton. O partido obteve grande sucesso na eleição federal de 1993. Quase todo o apoio ocidental dos conservadores foi transferido para o Partido Reformista, permitindo que ele substituísse os Red Tories como o principal partido de centro-direita do Canadá. Entretanto, o partido praticamente não existia a leste de Manitoba. Notavelmente, apesar de ter ficado em segundo lugar no voto popular, foi derrotado pelo Bloco Quebequense para o status de oposição oficial por ter sido completamente excluído de Quebec e ter conquistado apenas uma cadeira em Ontário. Embora o partido tenha conseguido se tornar a oposição oficial do Canadá, o apoio inadequado no leste do país o impediu de representar um verdadeiro desafio ao Partido Liberal do Canadá. Ontário e Quebec têm garantidos 59% dos assentos na Câmara dos Comuns de acordo com as duas leis constitucionais, o que torna politicamente impossível formar até mesmo um governo minoritário sem uma base significativa de apoio em qualquer uma das províncias.
A demanda por unidade por parte da direita incentivou Manning a promover um novo movimento, a "Alternativa Unida", para criar uma alternativa conservadora de pequeno porte aos liberais. Manning culpou a divisão de votos "conservadora" por manter os liberais no poder, embora algumas pesquisas mostrassem que os liberais eram a segunda opção de muitos eleitores do Partido Progressista Conservador do Canadá (especialmente em Ontário). Os esforços de Manning criaram um forte debate no Partido Reformista, e ele chegou a escrever uma carta dizendo que não queria mais liderar o Reformismo, mas que só lideraria o novo partido. A oposição diminuiu depois que Manning ganhou uma revisão de liderança com 74,6% de apoio na convenção da Alternativa Unida de janeiro de 2000.
Em 2000, após a segunda das duas convenções da Alternativa Unida, o partido votou para formar um novo partido, cuja liderança seria disputada pelo líder do Partido Reformista, Stockwell Day, a "Aliança Conservadora Reformista Canadense". Após a convenção, o Partido Reformista solicitou a alteração de seu nome, nome abreviado e logotipo; essa solicitação foi concedida pelo Diretor Eleitoral do Canadá, retroativa a 27 de março de 2000. A partir dessa data, o que era o Partido Reformista do Canadá foi usado como veículo para adotar o novo nome e registrado novamente como Aliança Conservadora Reformista Canadense. A plataforma do partido recém-nomeado era uma mistura das plataformas do Partido Progressista Conservador do Canadá e do Partido Reformista. No entanto, era de fato um Partido Reformista renomeado e ampliado. Antigos membros do Reformismo dominavam o novo partido; com poucas exceções, a bancada do Reformismo na Câmara dos Comuns tornou-se essencialmente a bancada da Aliança. Mulroney chamou o partido de "Reforma com meia-calça", e alguns oponentes se referiam ao partido como "Aliança da Reforma" para reforçar essa percepção.
A mídia que cobriu a convenção rapidamente apontou que, se fosse acrescentada a palavra "Party" ao final do nome do partido, as iniciais resultantes seriam "CCRAP", pronunciado humoristicamente como "see-crap" ou apenas "crap" (porcaria), embora, assim como o Bloco Quebequense, o partido não tivesse a palavra "Party" em seu nome. Um dia depois, o partido mudou seu nome oficial para "Aliança Conservadora Reformista Canadense", mas quase sempre era chamado simplesmente de "Aliança Canadense" (que era aceito na primeira referência na maioria dos meios de comunicação) ou "Aliança". Entretanto, o apelido "CCRAP" ainda era usado por seus oponentes. Deborah Grey, vice-líder do Partido Reformista, foi escolhida como líder interina do novo partido, tornando-se a primeira mulher líder da oposição na história do Canadá.
Os progressistas conservadores federais, sob o comando de Joe Clark, recusaram-se a participar dessas negociações, mas houve um forte apoio de muitos conservadores provinciais, especialmente em Ontário e Alberta. Posteriormente, na primeira convenção de liderança do novo partido, Manning foi derrotado por Stockwell Day, antigo tesoureiro (ministro das finanças) de Alberta. Gerry St. Germain, um senador do Partido Progressista Conservador, filiou-se ao novo partido em outubro de 2000, tornando-se o único membro da Aliança no Senado.

### Eleições federais de 2000
No outono de 2000, os liberais convocaram uma eleição rápida que pegou a Aliança desprevenida. Mesmo assim, o partido foi para a eleição com grandes esperanças, fazendo campanha sobre cortes de impostos, o fim do programa federal de registro de armas e sua visão de "valores familiares". Esperava-se que Stockwell Day tivesse maior apelo junto aos eleitores de Ontário. Em um determinado momento, a Aliança estava com 30,5% nas pesquisas, e alguns achavam que eles poderiam vencer a eleição ou, pelo menos, derrubar os liberais para um governo minoritário. No entanto, os liberais reagiram acusando a Aliança de ter uma "agenda oculta" (por exemplo, introduzir um sistema de saúde de dois níveis e ameaçar os direitos da comunidade LGBT e o direito ao aborto), o que o partido negou.
Embora decepcionada com os resultados das eleições em Ontário, a Aliança aumentou sua presença para 66 deputados, incluindo dois deputados de Ontário. Em nível nacional, o partido aumentou seu voto popular para 25%. A Aliança continuou sendo a Oposição Oficial na Câmara dos Comuns. Os liberais aumentaram sua ampla maioria, principalmente às custas do NDP, e os conservadores de Joe Clark perderam muitas cadeiras e permaneceram em quinto lugar, mas Clark foi eleito em Calgary Centre, de modo que o cenário político geral não sofreu alterações significativas. Assim como o Partido Reformista, a Aliança era vista principalmente como um partido de protesto do oeste canadense.

#### Consequências
No entanto, o fracasso da Aliança em conquistar mais cadeiras no leste de Manitoba, juntamente com ressentimentos residuais da disputa pela liderança da Aliança e questionamentos sobre a competência de Stockwell Day, levou a brigas internas no comiteê Na primavera de 2001, onze parlamentares que renunciaram voluntariamente ou foram expulsos do partido formaram o "Comitê da Aliança Independente". O grupo era liderado por Chuck Strahl e incluía Deborah Grey. Stockwell Day ofereceu aos dissidentes uma anistia no final do verão, mas sete deles, incluindo Grey e Strahl, recusaram a oferta e formaram seu próprio grupo parlamentar, o Comitê de Representantes Democratas. Esse comitê formou uma coalizão com os conservadores de Clark na Câmara, o que foi amplamente visto como uma tentativa de Clark de reunir a direita canadense em seus termos. A divisão forçou Day a convocar uma nova convenção de liderança e, em abril de 2002, o ex-deputado reformista Stephen Harper derrotou Day na eleição de liderança subsequente.
Depois que Harper assumiu a liderança, a maioria dos parlamentares rebeldes voltou para a Aliança. No entanto, dois parlamentares não voltaram: Inky Mark optou por permanecer fora do comitê e acabou se juntando aos conservadores, e Jim Pankiw, vítima de escândalos, foi rejeitado quando solicitou sua readmissão no comitê da Aliança.

## Alas provinciais
Durante sua curta história, a Aliança Canadense nunca considerou seriamente a possibilidade de formar alas provinciais ou estabelecer vínculos formais com os partidos provinciais existentes. A grande maioria dos partidários da Aliança na maioria das províncias apoiou e continuou a apoiar seus partidos progressistas conservadores provinciais, enquanto a maioria dos partidários de Saskatchewan permaneceu fiel ao Partido de Saskatchewan e, na Colúmbia Britânica, apoiou os liberais conservadores da Colúmbia Britânica.
Entretanto, uma tentativa de formar um partido provincial com vínculos claros, embora não oficiais, com a Aliança foi feita em Alberta, onde o Partido Aliança de Alberta foi formado em 2002. Sob a liderança do ativista da Reforma/Aliança Randy Thorsteinson, o novo partido nunca buscou um vínculo formal com a Aliança e, se tivesse feito isso, a proposta provavelmente teria sido rejeitada, pois muitos membros da Aliança de Alberta continuaram a apoiar a Associação de Progressistas Conservadores de Alberta. No entanto, a Aliança de Alberta copiou as cores da Aliança e muitos de seus logotipos têm uma grande semelhança com os do partido federal. A Aliança de Alberta continuou a crescer após a fusão do partido federal, e o partido provincial apresentou uma chapa completa de candidatos para a eleição provincial de 2004, em 22 de novembro de 2004, e conquistou uma cadeira no Legislativo.

## Partido Conservador do Canadá
Em 15 de outubro de 2003, a Aliança Canadense e o Partido Progressista Conservador (sob seu novo líder, Peter MacKay) anunciaram que se uniriam para formar um novo partido, chamado Partido Conservador do Canadá. A união foi ratificada em 5 de dezembro de 2003, com 96% de apoio dos membros da Aliança Canadense, e em 6 de dezembro, com 90,04% de apoio dos delegados eleitos do Partido Progressista Conservador. Em 8 de dezembro, o partido foi registrado na Elections Canada e, em 20 de março de 2004, o ex-líder da Aliança, Stephen Harper, foi eleito líder do partido, com MacKay atuando como vice-líder. O novo partido foi apelidado de "Conservadores da Aliança" por críticos que consideraram o novo partido uma "aquisição hostil" dos antigos Progressistas Conservadores pela nova Aliança. No entanto, alguns apoiadores de base da Aliança que haviam aderido às antigas ideias populistas do Partido Reformista temiam que a fusão sinalizasse um retorno ao que eles consideravam uma indiferença aos interesses do oeste canadense. Posteriormente, a Aliança também abandonou algumas de suas políticas populistas e socialmente conservadoras durante a fusão.
O novo Partido Conservador formou o governo canadense em 6 de fevereiro de 2006 e venceu mais duas eleições (2008 e 2011) sob a liderança de Stephen Harper; dessas, as votações de 2006 e 2008 resultaram no governo do partido apenas como minoria; somente em 2011 foi alcançado um mandato majoritário. O partido foi derrotado em 2015 pelos liberais e se tornou o partido oficial de oposição na Câmara dos Comuns.

## Líderes do partido
- Deborah Grey - 27 de março de 2000 - 8 de julho de 2000 (interina)[16]
- Stockwell Day - 8 de julho de 2000 - 11 de dezembro de 2001[17]
- John Reynolds - 11 de dezembro de 2001 - 20 de março de 2002 (interino)[18]
- Stephen Harper - 20 de março de 2002 - 7 de dezembro de 2003[19]

## Resultado das eleições federais de 2000
| Eleição | Líder         | Candidatos | Votos     | Porcentagem | Assentos | +/– | Status           |
| ------- | ------------- | ---------- | --------- | ----------- | -------- | --- | ---------------- |
| 2000    | Stockwell Day | 298        | 32.76.929 | 25,49%      | 66 / 301 | 6   | Oposição Oficial |

1. ↑  Mudança em relação ao resultado do Partido Reformista de 1997